# Woodbine (Georgia)
Woodbine è una città degli Stati Uniti d'America, situata in Georgia, nella Contea di Camden, della quale è il capoluogo.